# De rode danseres
De rode danseres (The red dancer) is een schilderij uit 1907 van de Nederlands-Franse kunstschilder Kees van Dongen.
Het schilderij toont een close-up van een danseres in een rode jurk in de stijl van het fauvisme. Sinds 1905 schilderde Van Dongen artiesten en modellen uit het nachtleven van Montmartre.
Het werk werd geschilderd in olieverf op doek en meet 99,7 × 81 cm.
Het bevindt zich in de collectie van de Hermitage in Sint-Petersburg.